# Пономарьова Ірина Семенівна
Ірина Семенівна Пономарьова (26.01.1958, Маріуполь — 03.11.2024, Київ) — українська науковиця, етнограф, історик, доктор історичних наук (2008), професор (2013), декан історичного факультету Маріупольського державного університету (1998—2001, 2005—2012; від 2022 — у Києві), професор кафедри міжнародних відносин та зовнішньої політики (від 2008) організаторка етнографічних експедиції на півдні України (1996—2011 рр.), керівниця міжнародного етнографічного проєкту «Греки Приазов'я» (2006). Авторка багатьох наукових історико-етнографічних досліджень, в тому числі «Етнічна історія греків Приазов'я (кінець ХVIII — початок ХХІ ст.). Історико-етнографічне дослідження» та «Маріуполь на хвилях історії 1780—2022 рр.».
Основними напрямками наукових досліджень професорки Ірини Пономарьової є історія народів України, етнологія народів Європи, етнічна історія, етнополітичні процеси, традиційна культура, народна медицина, історія медицини, краєзнавство, політико-правові процеси, історія та етнографія греків Південної України, етнічний склад і соціальна антропологія Маріуполя, етнічні та міграційні процеси в Північному Причорномор'ї та Приазов'ї.

## Освіта та науковий шлях
У 1990 році закінчила Донецький державний університет і почала працювати вчителем історії та заступником директора школи.
У 1993 році почала працювати в Маріупольському гуманітарному інституті як старший викладач кафедри історичних дисциплін.
У 1997 р. на спеціалізованій вченій раді Д.01.67.01 в Інституті національних справ і політики НАНУ захистила кандидатську дисертацію «Етнічна специфіка духовної культури греків українського Приазов'я», відділення 07 00 05 «Етнологія».
У 1998 році була призначена на посаду декана історичного факультету Маріупольського державного університету.
У 2001—2004 рр. перебувала у докторантурі Київського національного університету ім. Тараса Шевченка. Після повернення з докторантури призначена на посаду декана історичного факультету Маріупольського державного університету (2005—2012).
У 2007 році захистила докторську дисертацію «Греки Приазов'я: етнонаціональні процеси в аспекті трансформації традиційної культури» у спеціалізованій вченій раді Д.26.001.01 Київського національного університету імені Тараса Шевченка, відділення 07 00 05 «Етнологія».
У 2008 році рішенням Атестаційної комісії Міністерства освіти і науки України було присвоєно вчене звання доцента.
З 2008 р. — професор кафедри міжнародних відносин та зовнішньої політики Маріупольського державного університету.
З 2009 по 2011 рр. була активною учасницею спеціалізованих вчених рад із захисту дисертацій, а також членом спеціалізованої вченої ради при Миколаївському державному університеті імені Сухомлинського, відділення 07.00.05 — етнологія (історичні науки) та 07.00.06 — історіографія, джерелознавство, спеціальні історичні дисципліни
У 2013 році рішенням Атестаційної комісії Міністерства освіти і науки України було присвоєно вчене звання професора, а у 2017 році отримала посаду професора мовно-гуманітарної кафедри № 3 Донецького медичного університету. Зокрема, читала курс лекцій як спеціально запрошений професор у Міжнародному Грецькому Університеті (Грецька Республіка, Салоніки) та (Грецька Республіка, Керкіра).
З 2017 по 2024 роки була членом Експертної ради Міністерства освіти, культури та науки України з питань проведення експертизи наукових дисертацій.
Впродовж 1996—2011 рр. — організатор етнографічних експедицій та керівник польових етнографічних і фольклорних досліджень на півдні України.
Автор 137 публікацій, з них 116 наукових та 11 навчально-методичних. З них 75 — фахові видання, зареєстровані ВАК України та міжнародні наукометричні видання. Була офіційним науковим керівником здобувачів наукових ступенів (4 захищено).

## Дисертації
- У 1997 р. на спеціалізованій вченій раді D.01.67.01 захистила кандидатську дисертацію «Етнічні особливості греків українського Приазов'я» в Інституті національних справ і політики НАНУ, відділення 070005 «Етнологія»[7];
- у 2007 р. на спеціалізованій вченій раді D.26.001.01 Київського національного університету імені Тараса Шевченка, відділення 070005 «Етнологія», захистила кандидатську дисертацію «Греки в Приазов'ї: етнологічні процеси в аспекті трансформації традиційної культури»[11].

## Проекти[9]
Була учасницею наукових, культурних та освітніх проектів:
- Всеукраїнський проект Українського культурного фонду «Культурна спадщина України» (2020—2021);
- Програма USAID «Демократичне врядування на сході України» (DGEast) (2020—2021);
- Міжнародний проект Міністерства освіти Греції та Європейського Союзу — дослідницька програма Thalis «The Black Sea and its port-cities, 1774—1914[12]. Development, convergence and linkages with the global economy», Міністерство освіти Греції та Європейський Союз (2013—2015);
- Державне бюджетне дослідження «Етнічний та національний аспект формування громадянського суспільства в Україні за матеріалами Південного Азов'я» (2009—2011);
- Засновник і керівник Міжнародного етнологічного проекту «Греки Південної України» (2006).

## Наукові інтереси
До списку розроблених програм та прочитаних лекційних курсів з презентаціями на теми входять: «Історія української культури та історія України», «Загальне народознавство», «Українське народознавство», «Етнологія греків Приазов'я», «Етнологія країн Причорномор'я», «Історія міста Маріуполь», «Краєзнавство», «Філософія», «Світові міграційні процеси», «Етнічний етикет», «Медична етика», «Біоетика», «Загальна історія медицини», «Медичне право України».

## Нагороди
- Переможець конкурсу «Маріуполець року» (2000 р.);
- Переможець конкурсу «Відмінник освіти України» (2006 р.);
- Переможець конкурсу «Маріуполець року» в номінації «За вагомий внесок у розвиток науки. Академічна наука» (2007 р.);
- Переможець міського конкурсу «Жінка року» в номінації «Жінка — науковець року» (2008 р.);
- Нагрудний знак «Заслужений працівник освіти України»;
- Почесна грамота Академії педагогічних наук України;
- Подяка Федерації грецьких громад.

## Інтерв'ю з Іриною Пономарьовою
1. «Ну що ж, цього разу до раю я не потрапила»: трагедія Маріуполя у рефлексіях відомої дослідниці греків Приазов'я Ірини Пономарьової, читати на сайті «Україна Модерна»: https://uamoderna.com/war/nu-shcho-zh-tsoho-razu-do-raiu-ia-ne-potrapyla-trahediia-mariupolia-u-refleksiiakh-vidomoi-doslidnytsi-hrekiv-pryazov-ia-iryny-ponomarovoi/
2. Katerina Oikonomakou 46 ημέρες στην πολιορκημένη Μαριούπολη. — URL: https://insidestory.gr/article/46-imeres-stin-poliorkimeni-marioypoli?token=YJoEEQxFpJ

## Публікації про Ірину Пономарьову та рецензій на її праці[13]
1. Коноп-Ляшко В. І. Етнічна історія греків Приазов'я // Эллины Украины. — 2007. — № 8-9. — С. 7.
2. Моро К. Енциклопедія греків Приазов'я // Форум націй. — 2007. — № 10 /65. — С. 8. — Режим доступу: http://forumn.kiev.ua/10-65-07/65-13.htm
3. Пономарьова І. С. Етнічна історія греків Приазов'я (кінець ХVІІІ — початок ХХІ ст.). Історикоетнографічне дослідження. — К.: Реферат, 2006. — 300 с., іл. / Романцов В. М. // Схід. — 2007. — № 1 (79). — С. 104.
4. Пономарьова І. С. Етнічна історія греків Приазов'я (кінець XVIII — початок ХХІ ст.). Історико-етнографічне дослідження. Київ: Реферат, 2006. — 300 с., іл. / В. А. Бушаков // Східний світ. — 2007. — № 2. — С. 183—186. — Режим доступу: http://nbuv.gov.ua/UJRN/SkhS_2007_2_20
5. Пономарьова Ірина Семенівна // Дослідники історії Південної України: біобібліографічний довідник / Упорядник: Ігор Лиман. — Київ, 2013. — Том 1. — С. 286—289.
6. Пономарьова Ірина Семенівна / С. П. Сегеда // Енциклопедія Сучасної України [Електронний ресурс] / Редкол. : І. М. Дзюба, А. І. Жуковський, М. Г. Железняк [та ін.] ; НАН України, НТШ. — К. : Інститут енциклопедичних досліджень НАН України, 2023. — Режим доступу: https://esu.com.ua/article-881600